# De Kikkerkoning (Efteling)
De Kikkerkoning is een sprookjesattractie in het Nederlandse attractiepark de Efteling. De attractie opende in 1952. Het bevindt zich in het sprookjesbos tussen Assepoester en de Magische Klok.
De attractie is naar ontwerp van Anton Pieck. Aquanura is ook geïnspireerd op de Kikkerkoning. De kosten bedroegen toen ƒ 7.000. Ook heeft het sprookje een link met het Efteling Grand Hotel dat op 1 augustus 2025 de deuren opende.

## Verhaal
De kikkerkoning is een sprookje over een prins die betoverd is in een kikker en om terug te veranderen het hart moet winnen van een prinses. 

## Trivia
- De gouden bal is een normale speelgoedbal met een goudverflaag. Wanneer de bal stuit, is soms een voetbalpatroon te herkennen.
- Het sprookjesboek, dat een korte samenvatting van het sprookje geeft, werd in 2000 geplaatst. In 2013 werd het boek vernieuwd.
- Wanneer de fontein 's nachts wordt uitgeschakeld blijft de bal in de fontein liggen.

Lijst van attracties in de Efteling · Lijst van sprookjes in de Efteling · Afbeeldingen